# لائورا داوتیان
لائورا واهرامی داوتیان (ارمنی: Լաուրա Վահրամի Դավթյան؛ انگلیسی: Laura Davtyan؛ زادهٔ ۱۰ فوریهٔ ۱۹۳۴ - درگذشته ۱۰ دسامبر ۲۰۱۴) بیوشیمی‌دان و استاد اهل ارمنستان است.

## زندگی‌نامه
وی در ۱۰ فوریه ۱۹۳۴ در ایروان به دنیا آمد و از انستیتو دام‌پروری و دام‌پزشکی ایروان فارغ‌التحصیل گشت.  وی در ۱۰ دسامبر ۲۰۱۴ در سن ۸۰ سالگی در ایروان درگذشت.

## یادداشت
1. ↑  կենսաբանական գիտությունների դոկտոր